# Elymiotis plechelm
Elymiotis plechelm är en fjärilsart som beskrevs av William Schaus. Elymiotis plechelm ingår i släktet Elymiotis och familjen tandspinnare. Inga underarter finns listade i Catalogue of Life.